# Autographa pseudogamma
Autographa pseudogamma là một loài bướm đêm trong họ Noctuidae.